# Akantoliza

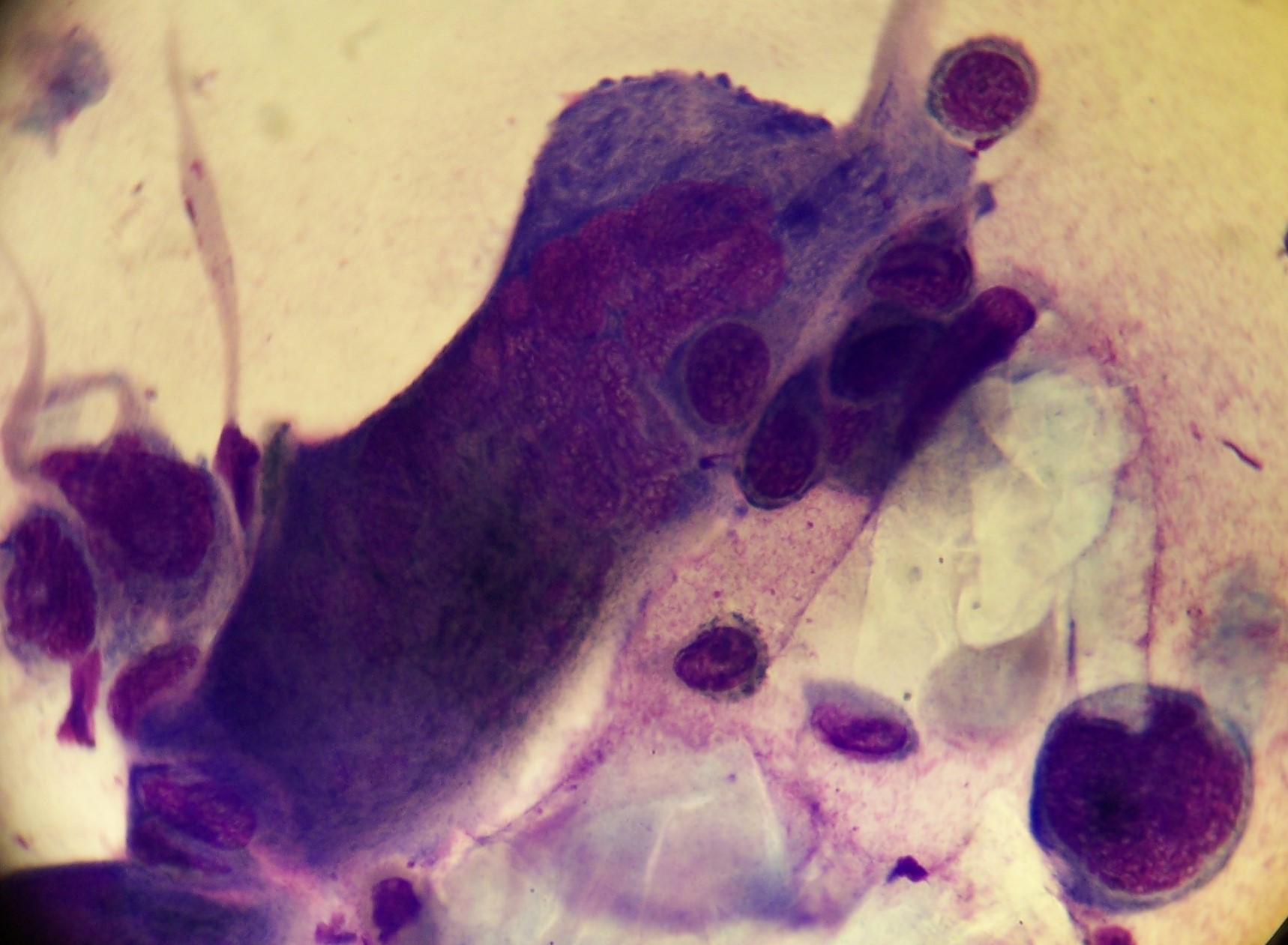
Akantolityczna i wielojądrzasta komórka olbrzymia na rozmazie pobranym ze zmiany pęcherzykowej zakażenia wirusem opryszczki pospolitej

Akantoliza (łac. acantholysis) – utrata łączności między komórkami warstwy kolczystej naskórka (stratum spinosum) poprzez zanikanie mostków międzykomórkowych.
Komórki leżą luźno w powstałych wolnych przestrzeniach, mają okrągły kształt, duże, często nieprawidłowe jądra. Barwią się metodą Maya-Grünwalda-Giemsy w charakterystyczny sposób (obrąbek cytoplazmy wybarwia się na ciemnoniebiesko). Można ją wykryć w wymazie z dna pęcherza testem cytologicznym Tzancka.
Wyrazem klinicznym akantolizy jest:
- tworzenie pęcherzyków i pęcherzy
- objaw Nikolskiego
- objaw Asboe-Hansena.